# Kąt dwuścienny

Na rysunku zaznaczono na czerwono jeden z (nieskończenie wielu) kątów liniowych jednego (z dwóch) kątów dwuściennych między oznaczonymi niebieskim kolorem półpłaszczyznami i przedstawiony kąt dwuścienny jak i odpowiadający mu kąt liniowy są wypukłe.

Kąt dwuścienny, kąt torsyjny – każda z dwóch części przestrzeni, na jakie dzielą ją dwie półpłaszczyzny, nazywane ścianami kąta dwuściennego, mające wspólną krawędź nazywaną krawędzią kąta dwuściennego, wraz z punktami każdej półpłaszczyzny. Kątem liniowym kąta dwuściennego nazywa się kąt płaski będący częścią wspólną tego kąta dwuściennego oraz płaszczyzny prostopadłej do jego krawędzi. Miarą kąta dwuściennego nazywa się miarę jego dowolnego kąta liniowego (wszystkie są przystające). Niekiedy „dwuścianem” nazywa się powierzchnię złożoną z obu ścian kąta dwuściennego wraz z jego krawędzią, czasem wraz z częścią przestrzeni wycinaną przez ściany.
Przykładem kąta dwuściennego jest kąt utworzony przez skrzydło drzwi i ich ościeżnicę, można wyróżnić kąt liniowy tego kąta dwuściennego; jest to kąt na posadzce, którego ramiona wyznaczone są przez rzuty skrzydła i ościeżnicy na posadzkę.